# Männiku (Tallinn)
Männiku est un quartier du district de  Nõmme  à Tallinn en Estonie.

## Description
En 2019, Männiku compte 5 672 habitants.
Sa superficie est de 2,298 km2.
Ses voisins sont Nõmme, Rahumäe, Liiva et Raudalu ainsi que la  commune de Saku.
Les rues du quartier sont Astri tänav, Jalaka tänav, Jõhvika tänav, Karusmarja tänav, Kauge tänav, Paul Kerese tänav, Kraavi tänav, Kreegi tänav, Kuremarja tänav, Kvartsi tänav, Lootuse puiestee, Mahla tänav, Männiku tee, Nelgi tänav, Pihlaka tänav, Remmelga tänav, Silikaltsiidi tänav, Sinilille tänav, Valdeku tänav, Võidu tänav, Võidu põik et Väike-Männiku tänav.

## Population
| 2008  | 2010  | 2011  | 2012  | 2013  | 2014  |
| ----- | ----- | ----- | ----- | ----- | ----- |
| 6 095 | 6 053 | 6 019 | 5 993 | 5 990 | 5 978 |

| 2015  | 2016  | 2017  | 2018  | 2019  | 2020  |
| ----- | ----- | ----- | ----- | ----- | ----- |
| 6 043 | 5 988 | 5 870 | 5 826 | 5 672 | 5 694 |

| 2021  | 2022  | - | - | - | - |
| ----- | ----- | - | - | - | - |
| 5 689 | 5 556 | - | - | - | - |

## Transports
Les lignes de bus n° 5, 32, 33 et 57 desservent le quartier.
Dans le quartier se trouve la halte de Valdeku, où s'arrêtent les trains de banlieue de la compagnie Elron.

## Galerie

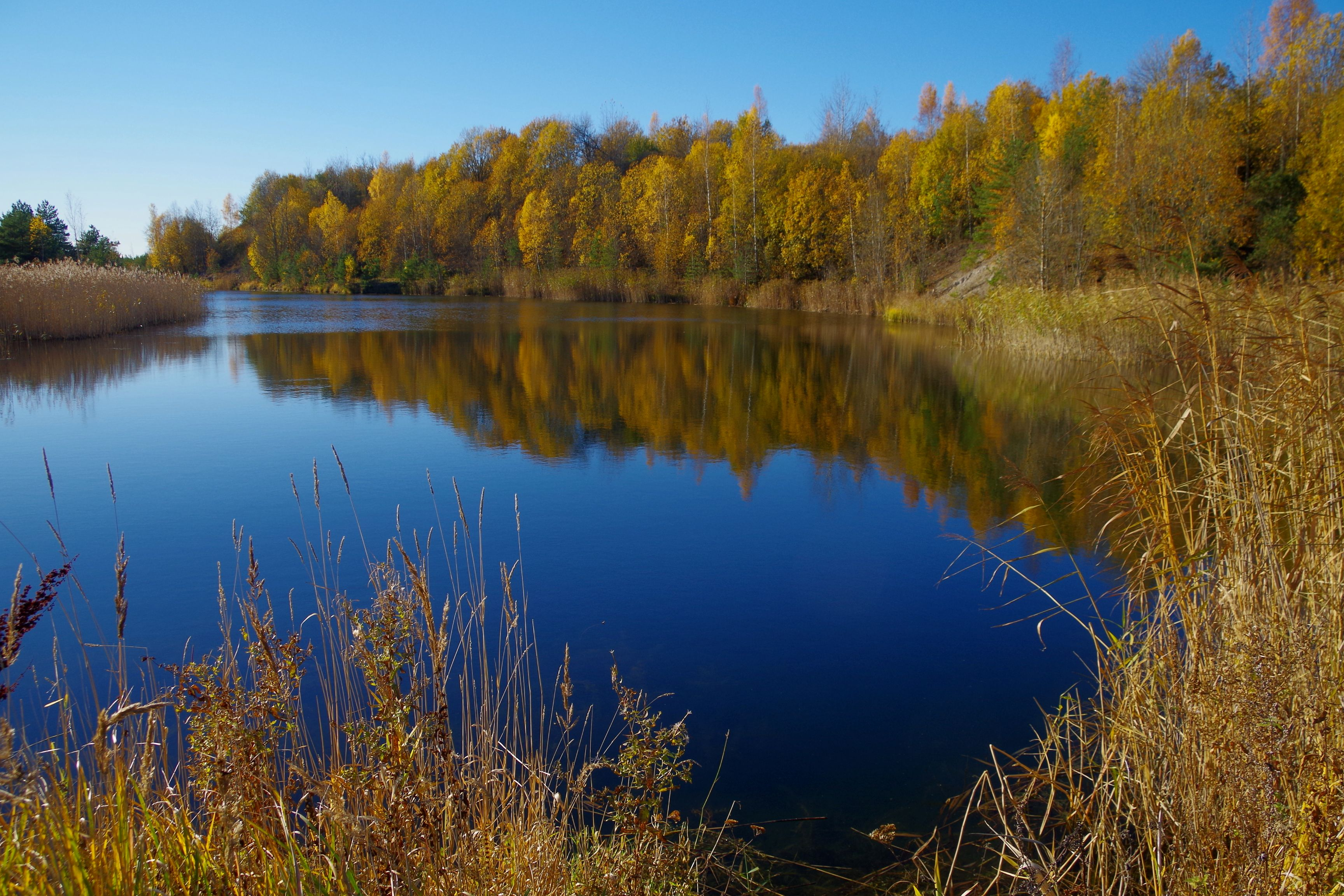
Lac Pumba.
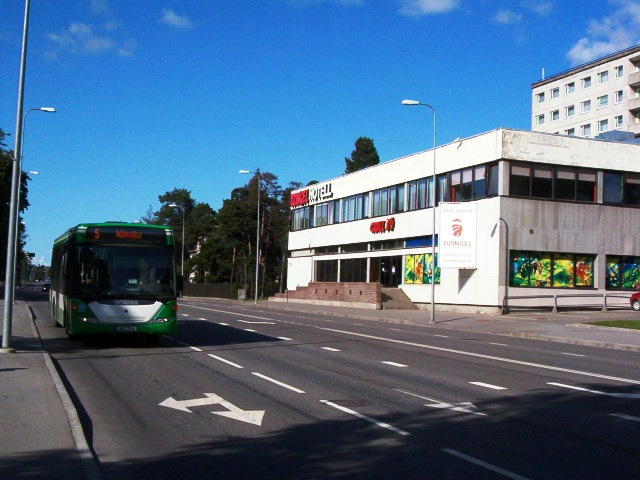
Rue Männiku.
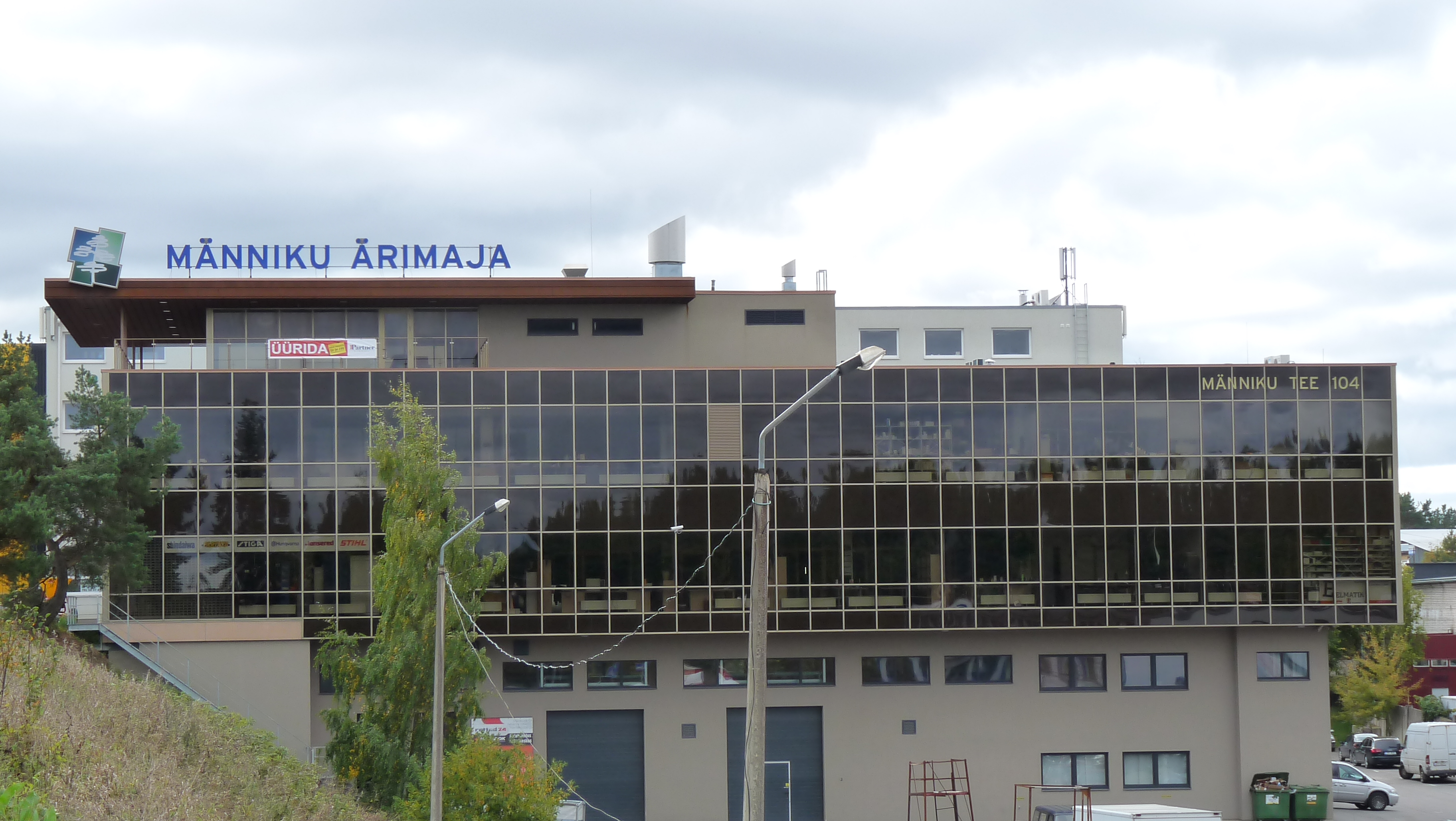
Bâtiment commercial.
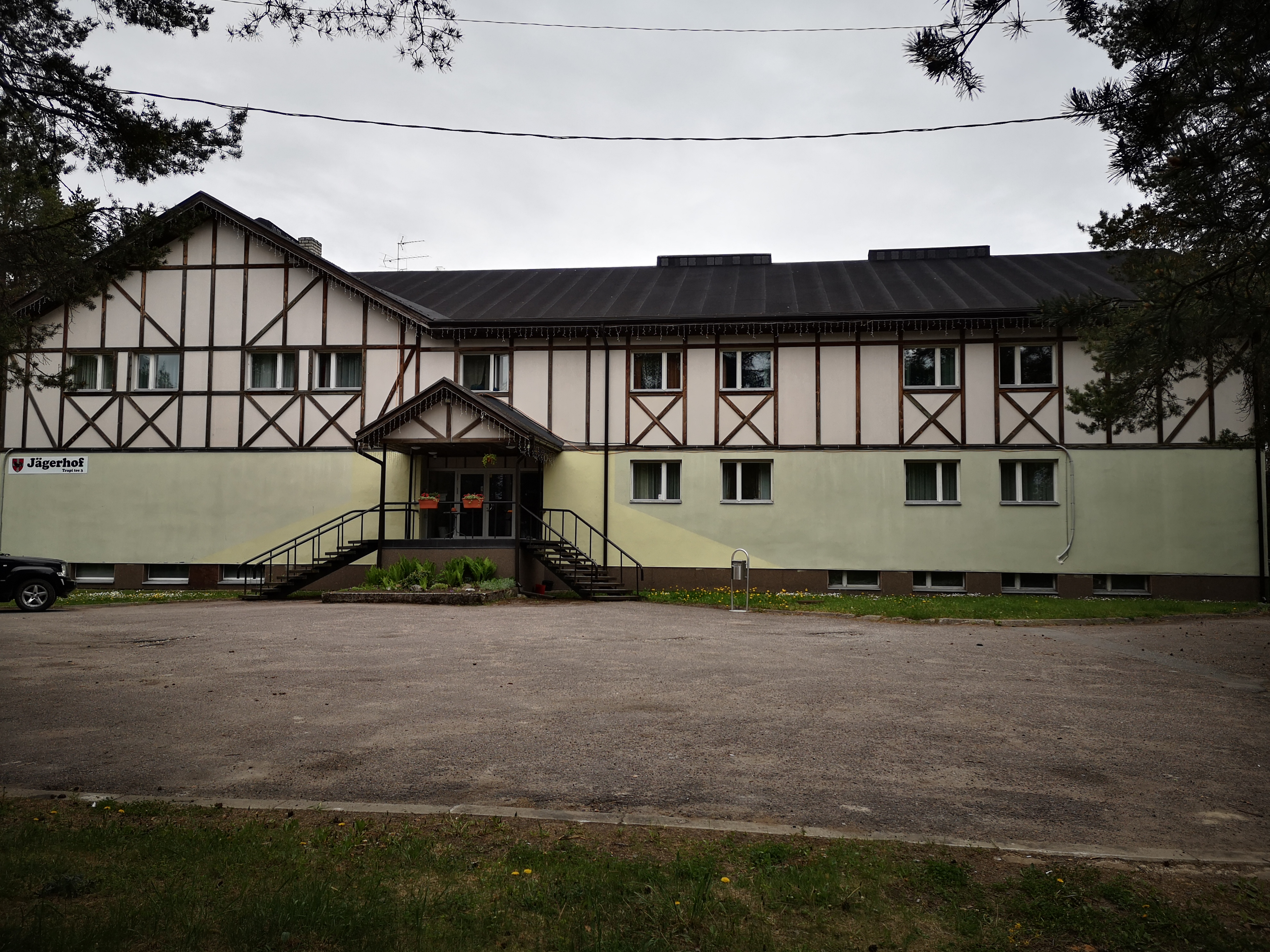
Maison d'hôtes "Jagerhof"
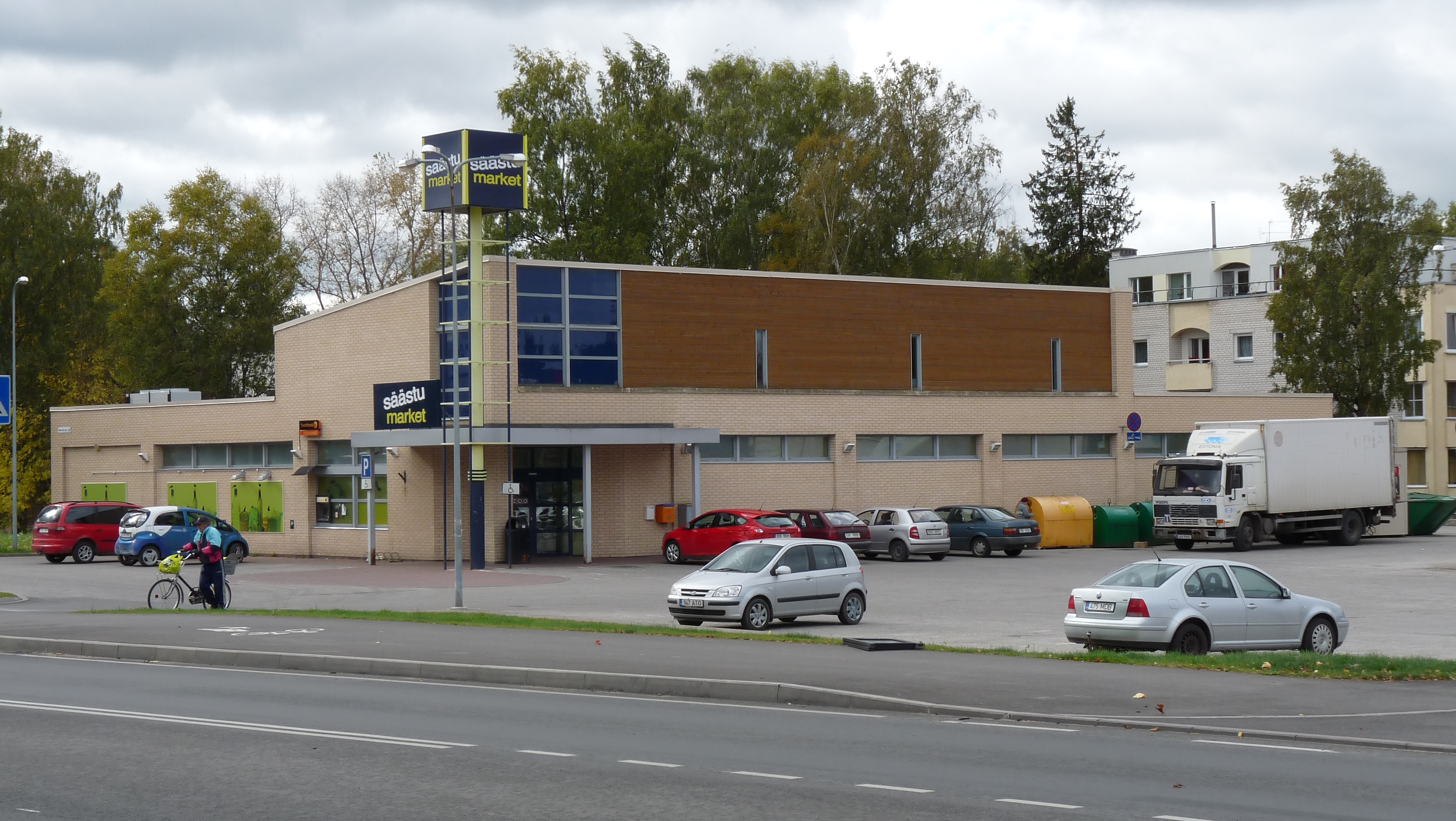
Épicerie à Männiku
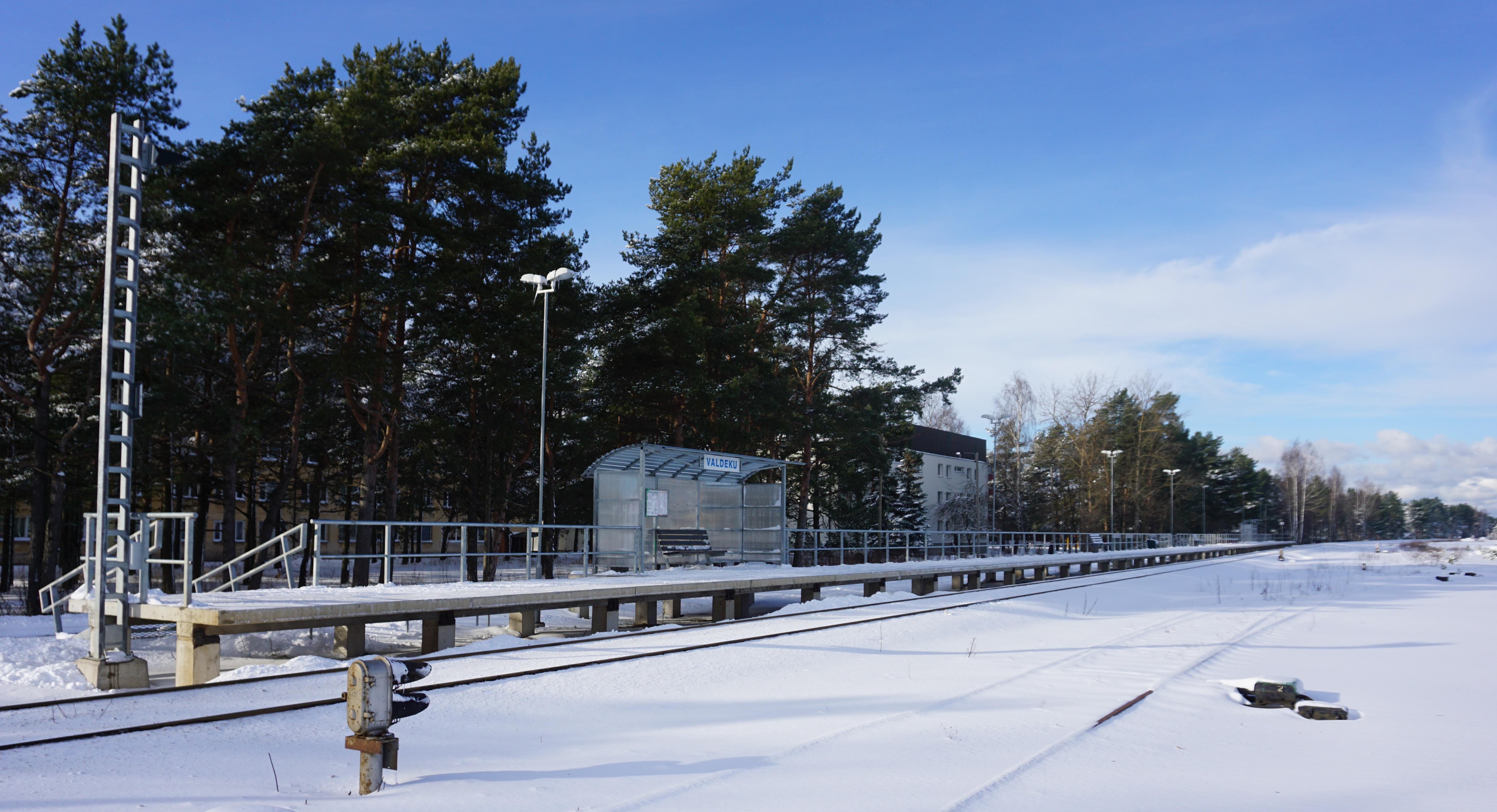
Halte ferroviaire Valdeku.